# The Document Foundation
The Document Foundation är en organisation inom öppen källkod som ger ut kontorspaketet LibreOffice.

## Historia
The Document Foundation startades den 28 september 2010 av utvecklare som jobbat med Oracles kontorsprogram OpenOffice.org. Anledningen till att utvecklarna hoppade av från Oracle var att man fruktade att Oracle skulle lägga ner OpenOffice, precis som man gjort med OpenSolaris. Den 2 april 2014 kungjordes ett nytt projekt, Document Liberation Project, med syftet att befria användare från inlåsning, genom att utveckla mjukvara som kan öppna en rad proprietära dokumentformat.